# محمد أيوب (لاعب كريكت باكستاني)
محمد أيوب (19 أكتوبر 1985 في باكستان - ) هو لاعب كريكت باكستاني. شارك مع منتخب باكستان للكريكت.

## وصلات خارجية
- محمد أيوب على موقع إي آس بي آن كريك إنفو (الإنجليزية)